# Brzóze Duże
Brzóze Duże (prononciation : [ˈbʐuzɛ ˈduʐɛ]) est un village polonais de la gmina de Rzewnie dans le powiat de Maków de la voïvodie de Mazovie dans le centre-est de la Pologne.

## Histoire
De 1975 à 1998, le village appartenait administrativement à la voïvodie d'Ostrołęka.